# Blanakan (plaats)
Blanakan is een bestuurslaag in het regentschap Subang van de provincie West-Java, Indonesië. Blanakan telt 11.211 inwoners (volkstelling 2010).